# Junction Seven
Junction Seven è il settimo album solista di Steve Winwood, uscito nel giugno del 1997. L'album non vende molto bene, arrivando fra i Top 40 nel Regno Unito ma non in USA, e così Winwood si prenderà sei anni di tempo per fare il successivo album solista (ritornando così nel 2003 con About Time), prodotto da Narada Michael Walden, mentre la moglie Eugenia è coautrice di testi di diverse canzoni. Des'ree canta in Plenty Lovin.

## Brani
1. Spy in the House of Love  (Winwood, Narada Michael Walden, Eugenia Winwood, Jim Capaldi)
2. Angel of Mercy (Winwood, Walden, Eugenia Winwood, Capaldi)
3. Just Wanna Have Some Fun  (Winwood, Walden)
4. Let Your Love Come Down  (Winwood, Walden, Eugenia Winwood, Capaldi)
5. Real Love  (Winwood, Walden, Eugenia Winwood)
6. Fill Me Up  (Winwood, Eugenia Winwood)
7. Gotta Get Back to My Baby  (Winwood, Eugenia Winwood)
8. Someone Like You  (Winwood, Walden, Eugenia Winwood)
9. Family Affair (Sylvester Stewart)
10. Plenty Lovin'  (Winwood, Walden)
11. Lord of the Street  (Winwood, Walden, Eugenia Winwood, Capaldi)

## Musicisti e personale
- Steve Winwood - tastiere, chitarra, percussioni, voce
- Lenny Kravitz - chitarra
- Nile Rodgers - chitarra
- Des'ree - voce
- Vernon "Ice" Black - chitarra
- Jeff Cressman - trombone
- Walfredo Reyes - batteria, percussioni
- Myron Dove - basso
- Louis Fasman - tromba
- Greg "Gigi" Gonaway - batteria MIDI, percussioni
- Jerry Hey - tromba
- Melecio Magdaluyo - sassofono
- Rebeca Mauleón - piano
- Michael McEvoy - basso, tastiere, programmazione batteria
- Narada Michael Walden - basso, batteria, percussioni, tastiere, programmazione batteria
- José Neto - chitarra
- Bill Ortiz - tromba
- Marc Russo - sassofono
- Marc van Wageningen - basso
- Wayne Wallace - trombone
- Annie Leibovitz - fotografia
- Daniel Reyes - percussioni
- Frank Martin - tastiere
- Gary Brown - basso
- Ruby Turner, Tony Lindsey, Nikita Germaine, Sandy Griffith, Skyler Jett, Claytoven Richardson, Annie Stocking, Simone Sauphanor, Tina Gibson, Eugenia Winwood - coristi e coriste